# Большой ясеневый лубоед
Лубоед ясеневый большой  (лат. Hylesinus crenatus) — вид жуков-долгоносиков из подсемейства короедов. Распространён в Европе, на Кавказе.
Длина тела взрослых насекомых 4—6 мм. Тело продолговато-овальное, чёрное или чёрно-бурое, блестящее, в очень слабом обволосении. Усики и лапки красно-бурые.
Обитают в степной зоне и отдельных участках искусственных лесных насаждений, но также встречаются в парках, где часто является серьёзным массовым вредителем в старых, перестойных посадках. Питаются в ясене обыкновенном. Поражает старые, перестойные, реже молодые деревья, предпочитая из них ослабленные, реже селится и на внешне здоровых деревьях.